# Oormerk

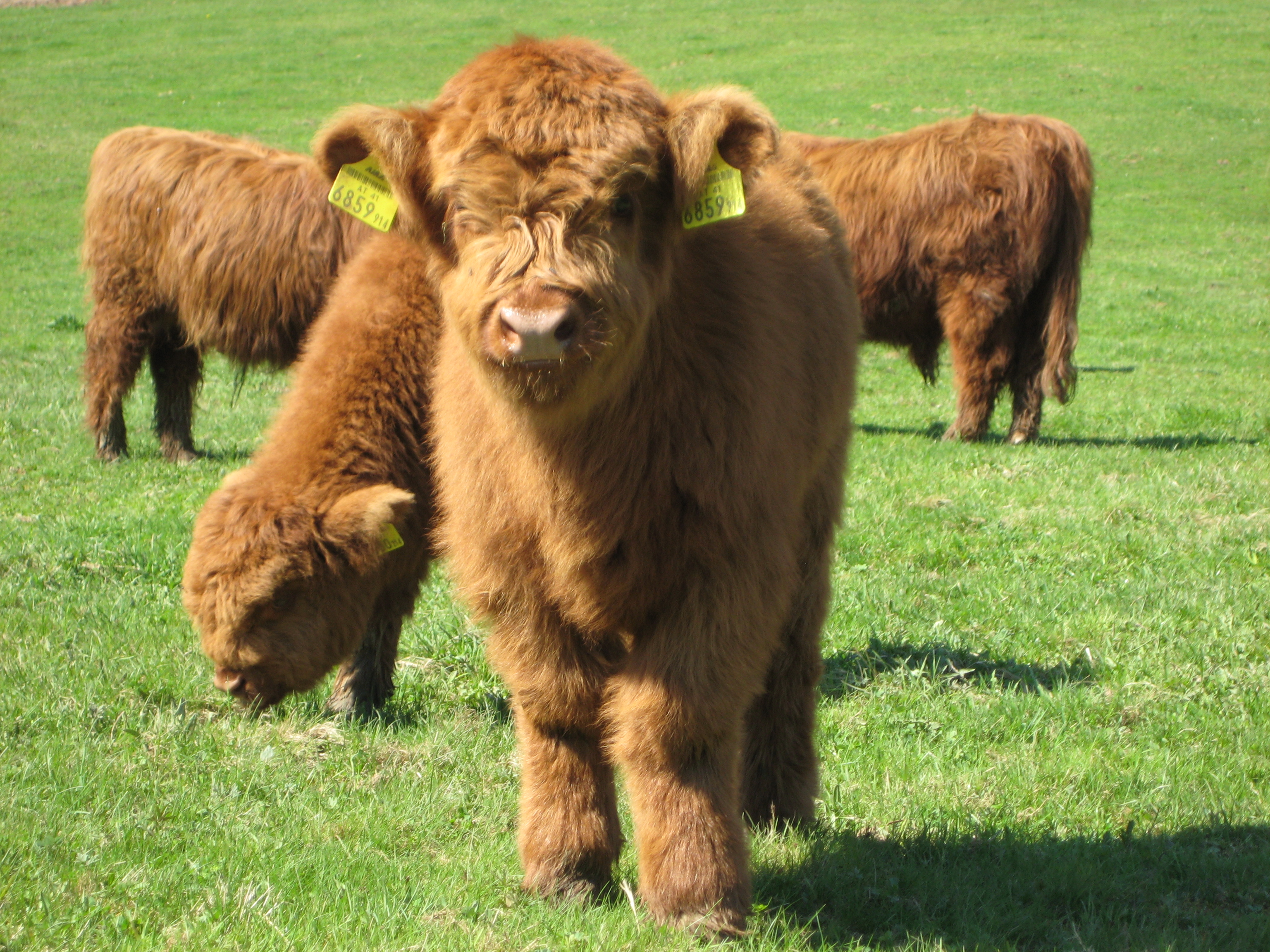
Kalf met oormerken

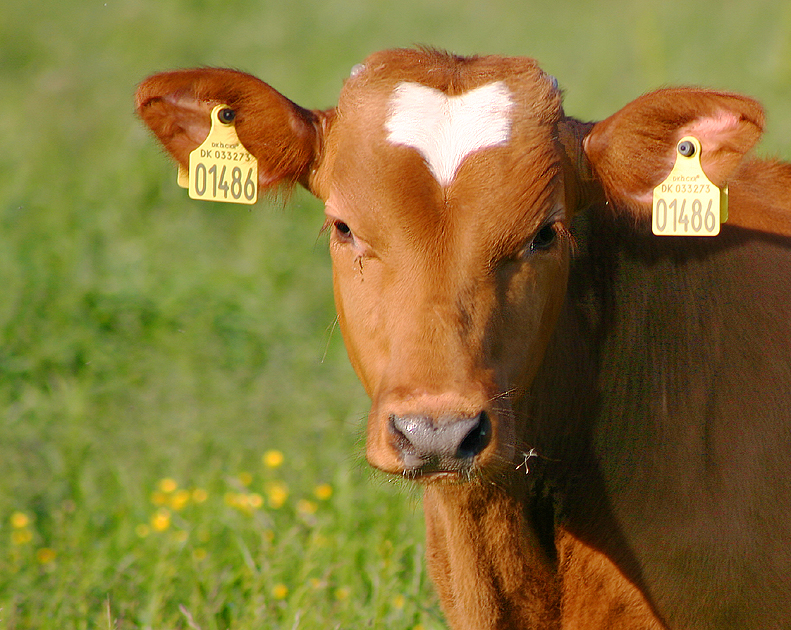
Kalf met oormerken

Een oormerk is een, meestal geel, genummerd label op de oren van rundvee – inclusief waterbuffel en Amerikaanse bizon – en sinds 2005 ook van schapen, geiten en varkens. De oormerken zijn een ambtelijk kenteken en een hulpmiddel om de herkomst van dieren te kunnen vaststellen. Paarden hebben geen oormerk nodig.
Voordat koeien in Nederland van een oormerk werden voorzien kwam een kalverschetser bij de boer langs om het dier ter identificatie op papier te zetten.
Samische rendierhouders in Lapland hebben een lange traditie van inkervingen in de oren van rendieren als middel ter identificatie.
Een gerelateerde betekenis heeft oormerken bij het bestemmen van door overheden uitgekeerde bedragen. Door deze bedragen te "oormerken" mogen ze nergens anders voor worden gebruikt dan voor het beoogde doel. 